# Paz Encina
Paz Encina (Asunción, 9 de juliol de 1971) és una directora de cinema i guionista paraguaiana, coneguda pel llargmetratge Hamaca paraguaya (2006), guardonat amb el premi Fipresci del Festival de Canes; i "Ejercicios de memoria" (2016).

## Biografia
Va néixer a Asunción, Paraguai. Entre els anys 1992 i 1994 s'exerceix com a editora en el programa periodístic "El ojo" emès per Canal 13 d'Asunción. Va estudiar Comunicació a la Universitat Nacional d'Asunción. En 1996 comença la seva carrera cinematogràfica en la Universitat del Cinema a Buenos Aires. Rep el títol de Llicenciada en Cinematografia en 2004. De 2002 a 2003, fa classes de llenguatge audiovisual i de direcció a la Universitat Catòlica d'Asunción i a l'Institut Paraguaià de les Arts i les Ciències de la Comunicació (IPAC).
Al maig de 2006, va estrenar mundialment "Hamaca paraguaya" en la secció "Un certain regard", on va merèixer el premi Fipresci de la crítica internacional. Altres guardons obtinguts van ser el Premi L'Edat d'Or a millor pel·lícula al Festival de Bèlgica, Premi de la Crítica al Festival de Sao Paulo – Brasil, Premi del públic al Göteborg Film Festival, Premi Millor Pel·lícula Llatinoamericana al Festival FICCO – Mèxic, Premi del públic al Göteborg Film Festival, i el Premi LUIS BUÑUEL a la millor pel·lícula Iberoamericana. Aquesta coproducció d'Argentina, Paraguai, França, Alemanya i Qatar, també va tenir nominacions al Premi Sud 2007 a la millor òpera preval, així com a tres Premis Cóndor de Plata, en les categories a millor pel·lícula iberoamericana, so i fotografia.
Al juny de 2010, Alzina va ser inclosa en el llibre "Take 100", en què deu directors de festivals van seleccionar cent pel·lícules de cent directors emergents. quest mateix any, a comanda del Canal Trobada, va realitzar els curtmetratges "Río Paraguay / 3 movimientos".
El 10 de desembre de 2011, en commemoració del Dia dels Drets Humans, Alzina va estrenar el seu curtmetratge "Viento sur", en la Plaça de la Democràcia d'Asunción, que aborda una història de la dictadura stronista i va ser realitzat a comanda de la Fundació Gulbenkian.
Al setembre de 2013, els programadors de 10 festivals d'Amèrica Llatina eligiaron a les deu millors pel·lícules de la regió, dels últims 20 anys, i van incloure a "Hamaca paraguaya" en el vuitè lloc, per al Festival de Valdivia.
Al febrer de 2015 va llançar en internet la seva sèrie de tres curts "Tristezas de la Lucha", que resumeix la seva recerca sobre l'Arxiu del Terror de la dictadura d'Alfredo Stroessner; que inclou "Familiar", "Arribo" i "Tristezas de la Lucha". Aquest mateix mes, el Festival de Berlín va incloure a "Hamaca paraguaya" en la seva secció especial de cinema indígena dedicada al cinema llatinoamericà.
El 19 de març de 2015 va culminar el rodatge d’ "Ejercicios de memoria", a la localitat d’Empedrado, Corrientes, Argentina; esprés de dues setmanes d'enregistraments. La cinta reconstrueix la història del dirigent polític paraguaià Agustín Goiburú, desaparegut l'any 1977, en el marc de l'Operatiu Còndor; a través del relat dels seus fills.
L'1 de maig de 2016, en la Fira Internacional del Llibre de Paraguai, es va presentar el llibre "La cámara sin ley" d’Alejo Magariños sobre la pel·lícula de Paz Encina, "Hamaca Paraguaya".
El 21 de setembre de 2016 va estrenar la seva segona pel·lícula en la secció Zabaltegi-Tabakalera del 64è Festival de Sant Sebastià. Després va debutar en la competència "Nous Directors" de la 40a Mostra Internacional de Cinema de São Paulo (el Brasil), el 22 d'octubre. El 25 de novembre va ser part de la Competència llatinoamericana del 31è Festival Internacional de Cinema de Mar del Plata, l'Argentina. El 30 de noviembre tuvo una función especial de Paraguay en el mercado de cine Ventana Sur, en Buenos Aires. A fins de novembre d'aquest mateix any, "Exercicis de memòria" va conquistar els seus dos primers guardons, tots dos al Brasil: el Premi Especial del Jurat, del 7è Festival Pachamama Cinema de Fronteira, a la Ciutat de Riu Branco Estat d'Acre; i el Premi de la Crítica al Brasília International Film Festival (BIFF). Va ser preestrenada a Paraguai, el 27 d'octubre de 2016, com a pel·lícula de clausura del 25è Festival Internacional de Cinema, Art i Cultura, en Cinemas Villamorra.
Entre el 27 de gener i el 12 de febrer de 2017, Alzina va realitzar una gira per museus dels Estats Units, presentant la seva obra. Va abastar el Harvard Film Archive, a Boston, el Berkeley Art Museum, i el Museu d'Art Modern, el MoMA de Nova York.
Al 57è Festival Internacional de Cinema de Cartagena de Indias (Ficci), Colòmbia, va guanyar com a millor pel·lícula en la competència oficial documental, a més de millor directora en aquesta categoria, al març de 2017. En 2017, "Ejercicios de memoria" va ser preseleccionada per al premi a la Millor Pel·lícula Iberoamericana en la 32a edició dels Goya.
El desembre de 2017, "Ejercicios de memoria" va competir amb una nominació a millor fotografia documental en el 4t Premio Iberoamericà de cinema Fènix. Es va exhibir en 32è Festival Internacional de Cinema a Guadalajara, Mèxic, al març de 2017; 21è FIDOCS – Festival Internacional de Documentals de Santiago, Xile; i en la Secció Oficial de Documentals en Concurs, del 39è Festival Internacional del Nou Cinema Llatinoamericà de l'Havana, Cuba.
El 12 de març de 2018, "Ejercicios de memoria" ova obtenir una nominació a millor pel·lícula iberoamericana dels 66è Premis Còndor de Plata, que lliura l'Associació de Cronistes Cinematogràfics de l'Argentina (ACCA); així com la nominació a millor documental a la V edició dels Premis Platino del Cinema Iberoamericà, segons l'anunci del 13 de març de 2018.
En aquest mateix, Encina, qui també realitza instal·lacions, realitza la seva primera mostra individual: : EL RÍO DE LA MEMORIA a la FUNDACIÓN TEXO.
En el 2020 realitza el seu tercer llargmetratge: VELADORES, un documental basat en arxius epistolars d'exiliats de la dictadura de Stroessner, un d'ells, el seu pare. Alzina convoca als nets i són ells els que llegeixen les cartes dels seus avis també des d'un tancament, aquesta vegada, el de la pandèmia, i és a través d'una plataforma de trobada que Alzina troba un manteniment en el dispositiu de registre de la pel·lícula. Va ser estrenada per Facebook life.
En el 2022 estrena Eami un híbrid entre ficció i documental, sobre la migració de la comunitat indígena Ayoreo Totobiegosode al Festival de Cinema de Rotterdam on guanya el TIGER AWARD. En el mateix any guanya el guardó a Millor Directora al BAFICI. La Pel·lícula té actualment un ampli recorregut a diferents festivals del món.

## Filmografia

### Com a directora
- La siesta / Video / 1997
- Los encantos del jazmín / Video / 1998
- Hamaca paraguaya / Curtmetratge / 2000
- Supe que estabas triste / Curtmetratge / 2000
- Hamaca paraguaya / Llargmetratge / 2006
- Río Paraguay / Curtmetratge / 2010
- Viento Sur / Curtmetratge / 2011
- Familiar / Curtmetratge / 2014
- Arribo / Curtmetratge / 2014
- Tristezas de la lucha / Curtmetratge / 2014
- Ejercicios de memoria / Llargmetratge / 2016
- Veladores / Llargmetratge / 2020
- Eami / Llargmetratge / 2022

### Com a guionista
- Hamaca Paraguaya (2000)
- Hamaca Paraguaya (2006)
- Supe que estabas triste (2000)
- Río Paraguay / Curtmetratge / 2010
- Viento Sur / Curtmetratge / 2011
- Familiar / Curtmetratge / 2014
- Arribo / Curtmetratge / 2014
- Tristezas de la lucha / Curtmetratge / 2014[20]
- Ejercicios de memoria / Llargmetratge / 2016
- Eami / Llargmetratge / 2022

## Premis i nominacions
- Segon premi del Festival de vídeo Art BA (Buenos Aires) pel vídeo “La siesta” (1997)
- Esment especial al IV Festival d'Internacional d'Escoles de Cinema, pel vídeo “Hamaca paraguaya” (2000)
- Premi Gènesi a la Millor Pel·lícula en Vídeo paraguaya, per “Hamaca paraguaya” (2000)
- Primer premi de l'IV Saló dels Joves Artistes, que atorga el periòdic La Nació de Paraguai, per “Hamaca paraguaya” (2000)
- Premis Gènesis al Millor So i a la Millor Direcció pel curtmetratge de 16mm “Supe que estabas triste” (2001)
- Fipresci - Festival Internacional de Cinema de Canes (2006)
- Premi Luis Buñuel a la Millor Pel·lícula Iberoamericana (2008)[21]
- Premi Especial del Jurat, del 7è Festival Pachamama Cinema de Fronteira, el Brasil, 2016
- Premi de la Crítica al Brasília International Film Festival (BIFF), el Brasil, 2016
- Competència llatinoamericana del 31è Festival Internacional de Cinema de Mar del Plata, l'Argentina, 2016
- Millor Pel·lícula Documental i Millor Directora en el 57è Festival Internacional de Cinema de Cartagena de Indias (Ficci), Colòmbia, 2017
- Nominació a millor fotografia documental al 4t Premi Iberoamericà de cinema Fènix, Mèxic, 2017
- Preseleccionada per a la Millor Pel·lícula Iberoamericana als XXXII Premis Goya, Espanya 2017
- Nominació a millor pel·lícula iberoamericana dels 66ns Premis Còndor de Plata, l'Argentina, 2018
- Nominació a millor documental per als V edició dels Premis Platino del Cinema Iberoamericà, 2018